# Noyelles-sous-Bellonne

Noyelles-sous-Bellonne este o comună în departamentul Pas-de-Calais, Franța. În 1 ianuarie 2022 avea o populație de 848 de locuitori.